# Die schwarze Pantherin
Die schwarze Pantherin ist ein deutscher Stummfilm aus dem Jahre 1921 von Johannes Guter. Die Geschichte basiert auf dem Drama Das Pantherweib von Wolodymyr Wynnytschenko.

## Handlung
Irgendwo in einem kleinen Dorf in der Ukraine. Hier herrscht große Aufregung, denn aus der Stadt, wo er an der Kunstakademie Malerei studiert hatte, kehrt heute der junge Kornej in seine Heimat zurück. Der Künstler soll in der zum Gut gehörenden Kapelle neue Fresken malen. Auch Rita, die Tochter des Gutsverwalters, ist angesichts der Heimkehr des „verlorenen Sohnes“ sehr aufgeregt. Kornejs Malauftrag bringt die beiden jungen Leute rasch einander näher. Bald darauf kommt ein Kunstagent ins Dorf, auf der Suche nach ukrainischer Bauernmalkunst, die er hier im Dorf zu finden hofft. Kornej will jedoch keines seiner Werke veräußern. Rita kann Kornej dazu überreden, dem Angebot des Agenten nachzukommen, und in eine westliche Metropole zu gehen, um dort mit seiner Malkunst Erfolge zu feiern, die er hier in der Abgeschiedenheit nie erlangen könne. Korej stimmt schließlich zu, auch weil Rita ihm andeutet, dass sie ihn begleiten werde. Mit dem schwer mit örtlicher Bauernkunst beladenen Wagen fahren die beiden jungen Leute an der Seite des Agenten einer hoffnungsvolleren Zukunft entgegen.
Der Künstleragent verspricht sich ebenfalls einen schönen Profit, wenn er Kornej vertritt. Dessen Werke werden in der großen Stadt erst einmal vom renommierten Kritiker Moulin begutachtet. Der ist von Kornejs Bauernmalerei begeistert und heftet ihm sogleich das zweifelhafte Prädikat „Meister des Primitivismus“ an. In der Stadt wird Kornej aber auch mit ungeahnten Verlockungen konfrontiert. Da ist beispielsweise die Schriftstellerin Vera, eine junge Dame von großer Eleganz, die einen überaus schmeichelhaften Artikel über den jungen Künstler verfasst. Kornej, der mit Rita hier bislang eher in einer selbstgewählten Zurückgezogenheit lebte, wird von Vera nunmehr in die „große Gesellschaft“ der Bohemiens eingeführt. Derweil wird Rita schwanger, und beide heiraten. Die weltgewandte Vera kommentiert dies mit ihrem eigenen gönnerhaft-abfälligen Sarkasmus: Ein Künstler, der heiratet, begeht Selbstmord.
Dann schlägt das Schicksal zu: Kornejs und Ritas Neugeborene wird krank, und beider Ersparnisse sind bald aufgebraucht. Not macht sich breit. Eines Tages erscheint Moulin wieder auf der Bildfläche. Er hatte schon damals ein Auge auf Rita geworfen. Der verliebte Kritiker überredet die Ehefrau und Mutter, mit ihm zu fliehen und so dem sozialen und ökonomischen Elend zu entkommen. Doch eigentlich gehört ihr Herz auch weiterhin Kornej, den sie mit dieser Aktion lediglich zur Vernunft bringen möchte. Um Moulin auf Abstand zu halten, geht sie mit diesem eine Wette ein: Moulin kann im Rahmen von 99 Partien eines Kartenspiels versuchen, sie, Rita, zu gewinnen. Während eine Partie nach der anderen gespielt wird, wartet Rita sehnsüchtig auf Kornej, dass er sie zurückholen möge. Der aber bleibt seltsam inaktiv, bis er, von wilder Entschlossenheit gepackt, nun um Rita zu kämpfen beginnt. Er gewinnt sie zurück … und stößt sie zugleich zurück, als sie ihrem Mann, dem Sieger, in die Arme fallen will. Kornej kann ihr den Weggang mit Moulin nicht verzeihen. Da trifft die Nachricht ein, dass beider zurückgelassenes Kind im Sterben liege. An seiner Wiege bricht Rita, die „schwarze Pantherin“, tränenüberströmt zusammen. Die beiden Eltern erkennen, dass ihnen das Leben in der großen Stadt nicht gut getan hatte, und so beschließt man, in die Abgeschiedenheit der dörflichen Ukraine zurückzukehren.

## Produktionsnotizen
Die schwarze Pantherin entstand im Decla-Bioscop-Atelier, passierte am 5. August 1921 die Filmzensur und wurde mit Jugendverbot belegt. Die Uraufführung des Sechsakters mit einer Länge von 1900 Metern erfolgte am 14. Oktober 1921.
Die Filmbauten stammen aus den Händen von Erich Czerwonski und Hans Jacoby. Victor Aden trat als Berater für die ukrainischen Motive in Erscheinung.

## Kritiken
Der Filmbote resümierte: „Der Film ist ein groß angelegtes Kulturgemälde aus dem modernen Leben, packend durch die Buntheit der Bilder und die Originalität des Sujets. Eine vorzügliche Regie, die ein sehr sorgsam gewähltes Ensemble bekannter Darsteller vortrefflich meistert, hat es verstanden, aus jeder Szene stärkste Wirkung herauszuholen.“
In Wiens Kino-Journal hieß es: “Dieser Ausschnitt aus einem Künstlerdasein und der Empfindungswelt eines Weibes, der uns, vorzüglich dargestellt, in prächtigen Bildern geboten wird, birgt alle Faktoren eines Erfolges in sich.”